# José Dordal

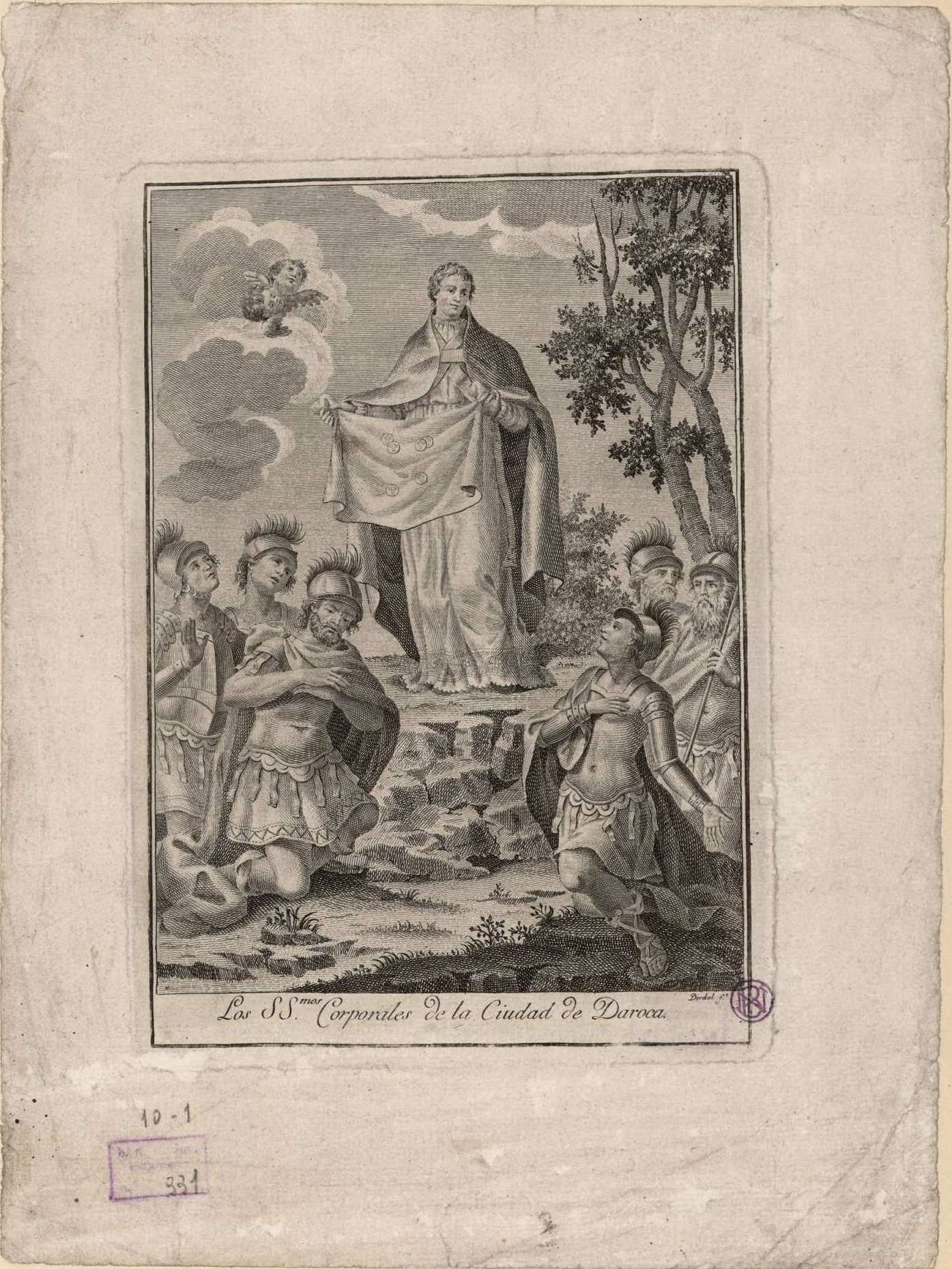
Los Santísimos Corporales de la ciudad de Daroca, estampa, calcografía, Biblioteca Nacional de España.

José Dordal (Valencia, 1774-Zaragoza, 1809) fue un pintor y grabador calcográfico español, fallecido a causa de la epidemia durante el segundo sitio de Zaragoza.

## Biografía y obra
Formado inicialmente en la Real Academia de San Carlos de Valencia, de donde pasó a la de San Luis de Zaragoza, la primera obra datada salida de su buril, el escudo de José Romeo y Sanz impreso en la tesis filosófica de su sobrino, Juan Romeo y Tello, defendida en la Universidad de Zaragoza, se fecha en 1789. Protegido por Juan Martín de Goicoechea, ya a finales de 1795 fue nombrado profesor interino de la sala de principios de la Academia de San Luis, por indisposición del titular, y un año más tarde proporcionó parte de los grabados que ilustran la Descripción de los canales imperial de Aragón y real de Tauste del conde de Sástago, obra profusamente ilustrada con cincuenta estampas fuera de texto con planos topográficos y detalles de las obras de ingeniería ocasionadas por la construcción de los canales Imperial y de Tauste, en la que también participaron Mateo González y Manuel Navarro. Colaboró también con algunos trabajos de carácter ilustrado para la Real Sociedad Económica Aragonesa de Amigos del País, a la que proporcionó una estampa con el dibujo de diecinueve monedas, ilustración de las Medallas inéditas antiguas existentes en el museo de la Real Sociedad Aragonesa de Vicente Requeno (Zaragoza, 1800) y la imagen de un perro con los síntomas de la rabia recogida en el Método y precauciones que deben observarse en las mordeduras de animales rabiosos y modo de entablar su curación (Zaragoza, 1801).
A pesar de su prematura muerte es autor de numerosas estampas sueltas de devoción, entre ellas la de la Virgen del Camino como se venera en su capilla de la iglesia de San Saturnino de Pamplona, pagada por la obrería parroquial en 1796, la de San Fermín, abierta en 1798 por devoción de una carmelita descalza, copiando una lámina de Bernard Picart, el Retrato del Santísimo Cristo a la columna en su altar de la iglesia Santa Fe de Zaragoza, con dedicatoria al duque de Híjar, y la Inmaculada de la carta de hermandad de su congregación en la iglesia de San Francisco, estas dos fechadas en 1803, o la del milagro de los corporales de Daroca, no fechada, de la que existe otra versión, más elaborada, en la forma de retablo con medallones en torno a la imagen central, fechada en 1801. Firmó también algún retrato, como el de fray Pedro de la Madre de Dios, por dibujo de Buenaventura Salesa, o el de Ramón Pignatelli de medio cuerpo por pintura de Goya, por el que recibió en 1801 el premio de tercera clase de la Academia de San Luis y, según Ossorio, sirvió más tarde para su estatua.
En 1805 fue nombrado académico de mérito y teniente-director de la clase pintura en la academia zaragozana. Un año después la parroquia de Santa Eufemia de Villafranca, en la Ribera Navarra le encargó una pintura al óleo de gran tamaño de San Francisco Javier para la nueva capilla dedicada al santo. El libro 6 de la Primicia de la parroquia recogía el pago de 72 pesos duros a «José Dordal, Director de la Real Academia de Zaragoza». Nada más se conoce de su trabajo como pintor, que podría incluir un desaparecido retrato del general Palafox, mencionado en una carta del Archivo Municipal de Zaragoza.
Falleció, a causa de la epidemia, el 5 de febrero de 1809 y fue enterrado el día siguiente en la capilla de Santo Dominguito de Val de la Seo del Salvador, de la que era parroquiano.